# Quattro Giornate (stacja metra)
Quattro Giornate – stacja metra w Neapolu, na Linii 1 (żółtej). 
Znajduje się pod Piazza Quattro Giornate.
Stacja została otwarta 5 kwietnia 2001.